# Tarcila Rivera
Tarcila Rivera Zea (San Francisco de Pujas, distrito de Vilcashuamán, provincia de Vilcas Huamán, departamento de Ayacucho, Perú, el 24 de diciembre de 1950) es una de las lideresas, activistas y periodistas indígenas más reconocidas mundialmente. Por su acción en la defensa de los derechos de los pueblos y las mujeres indígenas, fue reconocida con el Premio Visionario otorgado por la Fundación Ford en el año 2011.

## Biografía

### Estudios
Nació en la comunidad de San Francisco de Pujas, Ayacucho, capital de la provincia de Huamanga, Perú. Desde su infancia, tuvo que ejercer como empleada del hogar con el fin de recibir educación, aprendiendo español a la edad de ocho años, siendo su lengua materna el quechua. A su llegada a la capital con tan solo diez años, fue víctima de toda clase de discriminación por su condición de joven mujer andina.
Durante la década de los 70, ejerció como secretaria especializada en archivística y bibliotecología en el Ministerio de Cultura de Perú, estudiando en El Vaticano y Argentina. Años más adelante colaboraría como periodista para la revista Pueblo Indio del Consejo Indio de Sud América (CISA).Como reconocimiento a su trabajo en la recopilación de testimonios de mujeres indígenas violadas durante el conflicto armados, fue invitada a seguir cursos de especialización en derechos humanos en el Instituto de Estudios Sociales (ISS) de La Haya, Holanda, y el Centro Internacional de Educación en Derechos Humanos en Charlottetown, Canadá.Ejerció como secretaria de Martha Hildebrand en el Instituto Nacional de Cultura de Perú, experiencia que fue determinante en la formación de la misma.

### Activismo
En 1987, comienza a participar en procesos internacionales sobre los derechos de los pueblos indígenas, así como en conferencias de las Naciones Unidas sobre la Mujer, lo cual le llevó a que ONU Mujeres la invitara en 2012 a formar parte de su Grupo Asesor Internacional sobre la Sociedad Civil.Fue fundadora del Enlace Continental de Mujeres Indígenas de las Américas (ECMIA) y del Foro Internacional de Mujeres Indígenas (FIMI), sendas redes que impulsan el empoderamiento y la implicación política de las niñas, jóvenes y mujeres indígenas del mundo. Su activismo se ha centrado en las necesidades concretas de niños, niñas y mujeres indígenas de Ayacucho, su región de origen, tratando de mejorar la nutrición de la niñez indígena con alimentos de la zona nativa, como forma de afirmación cultural. Todos sus años de activismo, defendiendo y visibilizando las culturas y los pueblos indígenas de Perú, han tenido su fruto en la creación del Taller Permanente de Mujeres Indígenas Andinas y Amazónicas del Perú (ONAMIAP)y del Centro de Culteras Indígenas del Perú (CHIRAPAQ). También ha colaborado en la creación de la Agencia Internacional de Prensa India (AIPIN).
Actualmente es la presidenta de Chirapaq,la coordinadora del Enlace Continental de Mujeres Indígenas de las Américas (ECMIA),una integrante del Consejo de Administración del Fondo de Contribuciones Voluntarias para los Pueblos Indígenas de las Naciones Unidas,del Grupo Iniciativa Indígena por la Paz liderado por Rigoberta Menchú (premio Nobel de la Paz), de la Comisión de Comercialización y Propiedad Intelectual del Movimiento Continental de Mujeres Indígenas, de la Comisión de Seguimiento del Pacto del Pedregal, y una miembro del Consejo Directivo de la Asociación para los Derechos de la Mujer y el Desarrollo (AWID). Además, forma parte del Comité Consultivo de la Mesa de Mujeres Parlamentarias Peruanas.Su presencia ha sido determinante en foros internacionales como los de Nairobi, El Cairo, Beijing, Durban y en el Foro Permanente de las Naciones Unidas para las Cuestiones Indígenas.

## Reconocimientos
La labor realizada por Tarcila Rivera Zea como activista en pro de los derechos de la población indígena y su cultura ha sido reconocida internacionalmente, cosa que queda reflejada en los premios y distinciones que ha recibido, como son:
- La condecoración Orden al Mérito de la Mujer, que recibió 2010 en reconocimiento a su compromiso con la defensa de los derechos de los pueblos indígenas del Perú.[16]
- El Premio Visionario de la Fundación Ford, en el 2011 por la labor realizada con Chirapaq. Premios a través de los cuales, según el propio presidente de la fundación, Luis Ubiñas, se pretende destacar la labor poco conocida de miles de líderes valientes cuyas vidas están dedicadas a mejorar los sistemas e instituciones a fin de que todas las personas tengan una voz en las decisiones que afectan sus vidas.[17][18]